# Аквапорин 6
Аквапорин 6 (англ. Aquaporin-6, Aquaporin-2-like Kidney-specific aquaporin) — белок группы аквапоринов, водный канал, специфичен для почек.

## Структура
Подобно другим аквапоринам аквапорин 6 является тетрамерным интегральным белком. Мономер состоит из 282 аминокислот, содержит 2 тандемных повтора с 3 трансмембранными участками и петлю с характерным мотивом аспарагин-пролин-аланин, которая формирует водный канал.

## Функции
Этот аквапорин экспрессирован в клетках почечных канальцев и участвует в почечной фильтрации, тубулярном эндоцитозе и кислотно-основном метаболизме.